# メタルストーム
メタルストーム社（Metal Storm、ASX：MST）は、電子制御された兵器開発を専門とする研究開発会社である。

## 概要
同社が開発した兵器の名称としても知られている。それについては、インクジェットの要領で火薬の起爆を行う機構を使用し、銃身に銃弾と発射火薬を一定間隔で詰めたものを幾重にも並べ、1分間に数百万発以上の銃弾を発射する、というものである。
オーストラリア証券取引所に上場している。
同社には、弾道学技術関係の30以上の特許を持っている。

## 主な開発物
- Redback

4つの砲身それぞれに4つの40mm擲弾を装填したAPS用のRWS。
- FireStorm

Redback同様、6つの40mm擲弾を装填した4つの砲身を持つ軍事用ロボット。
- GLL4042
- 3GL

1つの砲身内部に3つの40mm擲弾を装填したセミオート式グレネードランチャー。M203の後継として売り込みをかけた。
- MAUL (Multi-shot Accessory Underbarrel Launcher)

1つの銃身内部に5つの12ゲージ散弾を装填したセミオート式散弾銃。こちらもM26 MASSのようにアドオンが可能である。ライフル/カービンの銃身下に装着して使用する前提だが、スタンドアローンでの運用も可能である。機械的な連発機構を廃したことにより並外れて軽量である。
- 36 barrel prototype

36もの銃身それぞれに5つの9mm弾を装填し、1銃身あたり45,000発/分、最大で180発の弾を162万発/分の速度でフルオート射撃を行う機関銃。